# ダナ・プラトー
ダナ・プラトー（Dana Plato, 1964年11月7日 - 1999年5月8日）は、アメリカ合衆国の女優。　1978年から人気テレビ番組、「アーノルド坊やは人気者」の子役として活躍したものの、薬物の過剰摂取により34歳で死亡した。

## 幼少期
カリフォルニア州ロサンゼルス郡生まれ。母親は18歳の未婚女性で、ダナの出産時にはすでに生後18か月の第一子がいた。そのためにダナは養子に出され、養父母の下、サンフェルナンド・バレーで育てられた。
子役からキャリアをスタートさせ、7歳頃にはコマーシャル等に出演。また、フィギュアスケートの選手としても有望であった。1978年に人気シットコム『アーノルド坊やは人気者』のキンバリー役でブレイク。

## 私生活
実生活はイメージとはほど遠く、若い頃から使い始めた酒と麻薬への依存症の深刻化や、出演中の妊娠、たった一人の子供の親権を離婚した夫に持っていかれるなど、多くのトラブルを抱えていた。
人気番組「アーノルド坊やは人気者」が放送中であった1984年、ボーイフレンドであったミュージシャン、ラニー・ランバートの子供を妊娠、番組の内容にふさわしくないという理由でプロデューサーに解雇された。同年に結婚、息子を出産したが、1986年に『アーノルド坊やは人気者』が終了してからは、キンバリーのイメージが強すぎたことなどの影響から、女優としての仕事は困難となった。豊胸手術を受け、1989年には雑誌『PLAYBOY』（同年6月号）のヌードグラビアに出演するなどしていた。
1990年に離婚し、1991年にはラスベガスのドライクリーニング店で働くようになった。同年、銃を持ってビデオ店に押し入り164ドルを強奪、警察に逮捕された。実業家、ウェイン・ニュートンによる保釈金13,000ドルの援助を受けて保釈された。銃はおもちゃであり、被害額も小額であったことから、5年間の保護観察処分となった。この事件はかつて華々しい人気を誇った子役の悲劇として、また「アーノルド坊やは人気者」の競演者であったゲーリー・コールマンやトッド・ブリッジスもそれぞれ不祥事を起こしていたことから全米で大きな話題となったが、ダナ・プラトーに対する同情もみられた。
しかし、翌1992年1月には向精神薬・ジアゼパムの処方箋を偽造したとして再び逮捕される。保護観察処分中であったことから刑務所に収監されて 30日間服役、更に5年間の保護観察処分を受けた。出所後には薬物依存離脱のためのプログラムに参加した。
80年代後半以降に出演したのは主に、B級映画やソフトコアポルノなどであり、1998年には「アーノルド坊やは人気者（Diff'rent Strokes）」をもじったタイトルのエロティック映画 『Different Strokes: The Story of Jack and Jill...and Jill』でレズビアン役を演じている。1999年頃までには、新しい恋人とともに、フロリダ州でキャンピングカーに住み込むような状態になっていた。
1999年5月7日、キャリアの再開を目指したダナ・プラトーは、DJ・ハワード・スターンのラジオ番組に出演した。番組中で彼女は、28歳の恋人と婚約したことを明らかにしたほか、薬物や経済状態についてなどの近況を率直に語ったが、電話によって番組に参加した何人かのリスナーからは辛辣な批判が浴びせられた。番組の翌日、ニューヨークのスタジオからロサンゼルスに戻る途中のプラトーと婚約者は、「母の日」のお祝いのためオクラホマ州にある婚約者の母親宅に立ち寄った。横になりたいと言って、家の外に停めていたRV車に戻ったプラトーは、中枢性筋弛緩薬と麻薬性鎮痛薬の過量服用によって死亡しているのを発見された。死因は自殺とされた。死亡時、初めの夫との間に生まれた息子は14歳になっていた。

### 息子の死
2010年5月6日息子のタイラー・ランバート(Tyler Lambert)がオクラホマのタルサで銃で頭を撃って自殺した。母の日の3日前であり、11年前の母の死とは2日違いである。25歳であった。

祖母のジョウニ・リチャードソン(Joni Richardson)によるとタイラーは死ぬ前に薬物やアルコールを使用していたという。

## 代表作
- アーノルド坊やは人気者 Diff'rent Strokes (1978-1986)
- 愉快なシーバー家 Growing Pains (1985) ゲスト出演

## ゲーム
- ナイトトラップ (1993年11月19日、セガ)
  - ヒロインのケリー役で出演。撮影自体は1987年に終わっている[8]。